# Rotaugenlaubfrosch
Der Rotaugenlaubfrosch (Agalychnis callidryas) ist der bekannteste und namensgebende Vertreter der Rotaugenlaubfrösche (Agalychnis) innerhalb der Unterfamilie der Greiffrösche (Phyllomedusinae). Die Greiffrösche sind eine von drei Unterfamilien der Laubfrösche. In der systematischen Übersicht werden gegenwärtig 13 Agalychnis-Arten unterschieden, die in der Neotropis Zentral- und Südamerikas beheimatet sind.

## Merkmale
Wie für Greiffrösche typisch, wirken Rotaugenlaubfrösche sehr mager und langgliedrig. Mit Kopf-Rumpf-Längen von maximal 59 Millimetern bei den Männchen bzw. 77 Millimetern bei den Weibchen handelt es sich um mittelgroße Laubfrösche. Die senkrecht schlitzförmigen – bei Dunkelheit rundlichen – Pupillen der sehr großen, seitlich ausgerichteten Augen kontrastieren mit einer oft kräftigen Rotfärbung der Iris (bei frisch metamorphosierten Jungfröschen ist die Iris zunächst eher gelb). Auch die Körperfarben insgesamt sind häufig sehr intensiv und kontrastreich, wobei einige regionale Unterschiede zu beobachten sind. Die glatthäutige Oberseite ist tagsüber in der Regel hellgrün und bei nächtlicher Aktivität etwas dunkler grün, während die Flanken und Teile der oberen Extremitäten blau, purpurn oder bräunlich gefärbt und die Seiten typischerweise mit einer cremefarbenen oder gelben Streifenzeichnung (Querbänderung) durchzogen sind. Die Hände und Füße weisen eine leuchtende Orangefärbung auf, enden in mäßig großen Haftscheiben und sind zur Hälfte bis zwei Dritteln der Zehenlängen mit Spannhäuten verbunden. Die Bauchseite ist weißlich. Eine Besonderheit der grünen Färbung des Rotaugenlaubfrosches ist zudem, dass die Haut eine extrem hohe Reflexion im Nahinfrarotbereich aufweist.
Die Haut der Rotaugenlaubfrösche und anderer Greiffrösche ist zwar bei weitem nicht so giftig wie etwa die der Baumsteigerfrösche (Dendrobatidae), enthält aber durchaus eine hohe Konzentration verschiedener biologisch wirksamer Peptide, unter anderem zum Schutz vor Hautkrankheiten.

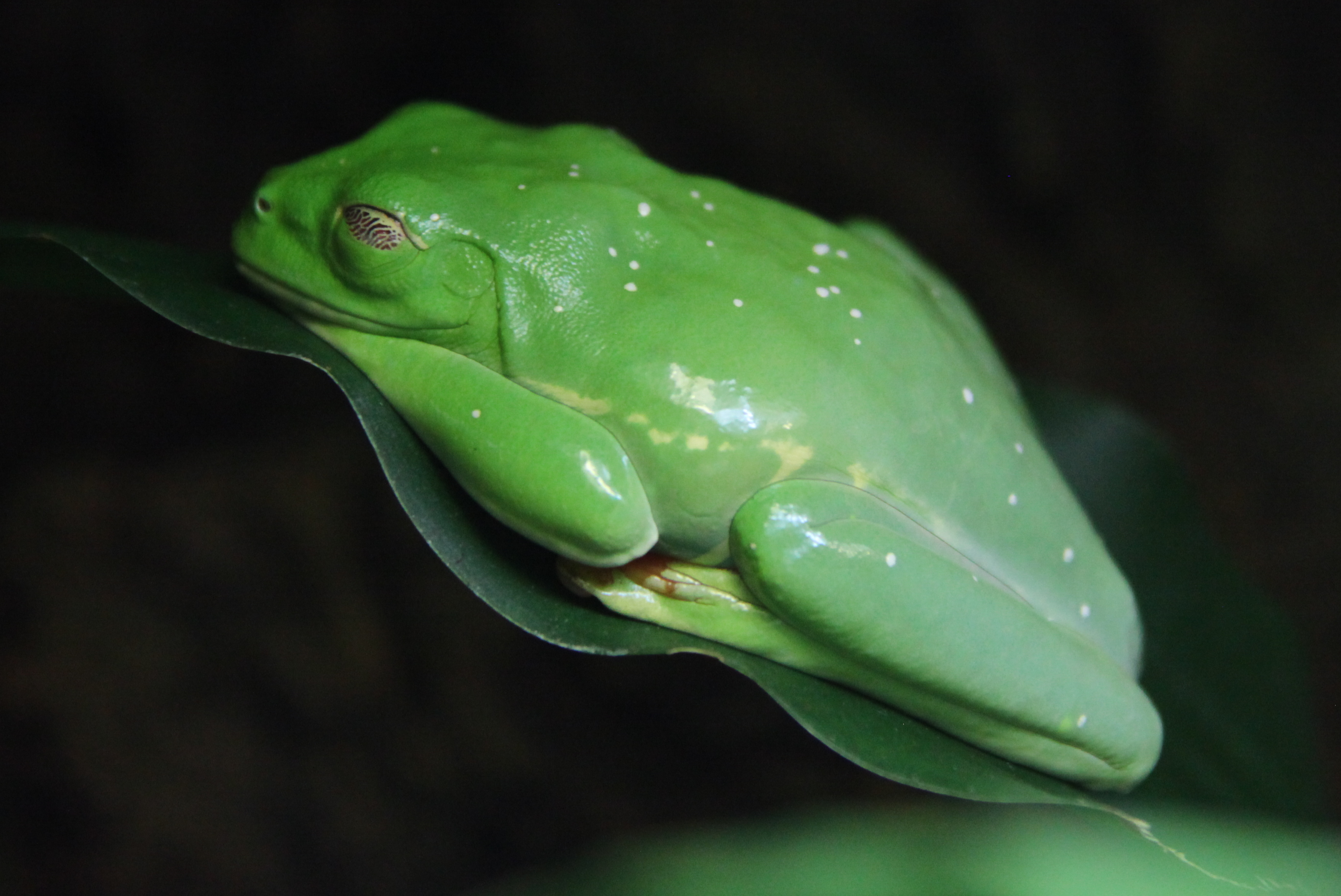
Schlafhaltung bei Tage

In der für Laubfrösche charakteristischen Ruhe- und Schlafhaltung mit eng an den Rumpf angelegten Beinen und (halb) geschlossenen Augen sind die als Warn- bzw. Schreckfarben fungierenden Körperpartien nicht sichtbar, sondern nur die grünen Hautflächen. Beim Schließen der Augen werden die sogenannten Nickhäute eingesetzt, welche transparent sind und von einem goldfarbenen Netz durchzogen werden. Sie ermöglichen den Tieren weiterhin einen gewissen Durchblick bei gleichzeitigem Schutz bzw. Tarnen der auffälligen Augen. (Zusätzlich können die Augäpfel in den Kopf eingezogen werden.) Die Männchen bilden eine für die Paarungsumklammerung hilfreiche, raue Brunstschwiele am jeweils inneren Finger aus und haben etwas größere Trommelfelle als die Weibchen. Außerdem verfügen sie über paarige Stimmritzen und eine innere Kehlschallblase.

## Verbreitung und Lebensraum
Agalychnis callidryas ist in Mittelamerika verbreitet; sein Areal reicht von Südost-Mexiko (Yucatán) im Norden bis zur kolumbianischen Grenze Panamas im Süden. Darüber hinaus existiert ein isoliertes Vorkommen im Botanischen Garten von Cartagena in Nordwest-Kolumbien. Sowohl auf der Atlantik-/Karibikseite der zentralamerikanischen Landbrücke als auch auf der Pazifikseite – hier namentlich in Nicaragua und Panama – sind Populationen vorhanden. Es werden vor allem Tiefland-Regenwälder besiedelt, allerdings auch die bewaldeten Hänge angrenzender Bergketten. Dabei können prämontane Höhenlagen von bis zu 1250 Metern erreicht werden. Zur Habitatausstattung gehören neben baumdominierter Vegetation auch temporäre und ausdauernde Wasserstellen (Tümpel etc.). Das Verbreitungsgebiet der Art zählt klimatisch zu den semihumiden bis humiden Warmtropen.

## Lebensweise, Fortpflanzung

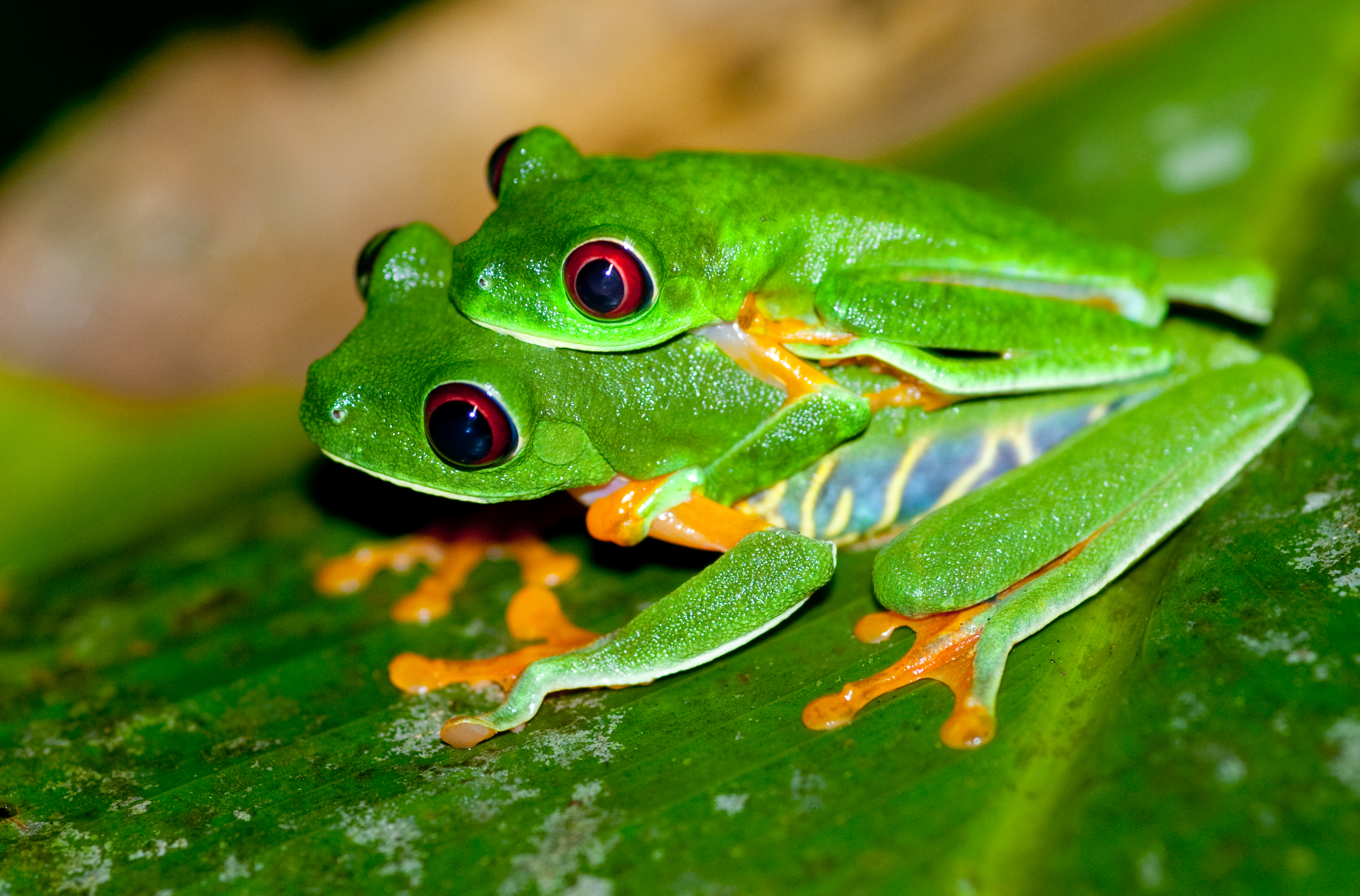
Paar in Amplexus; die Weibchen sind meist deutlich größer als die Männchen.

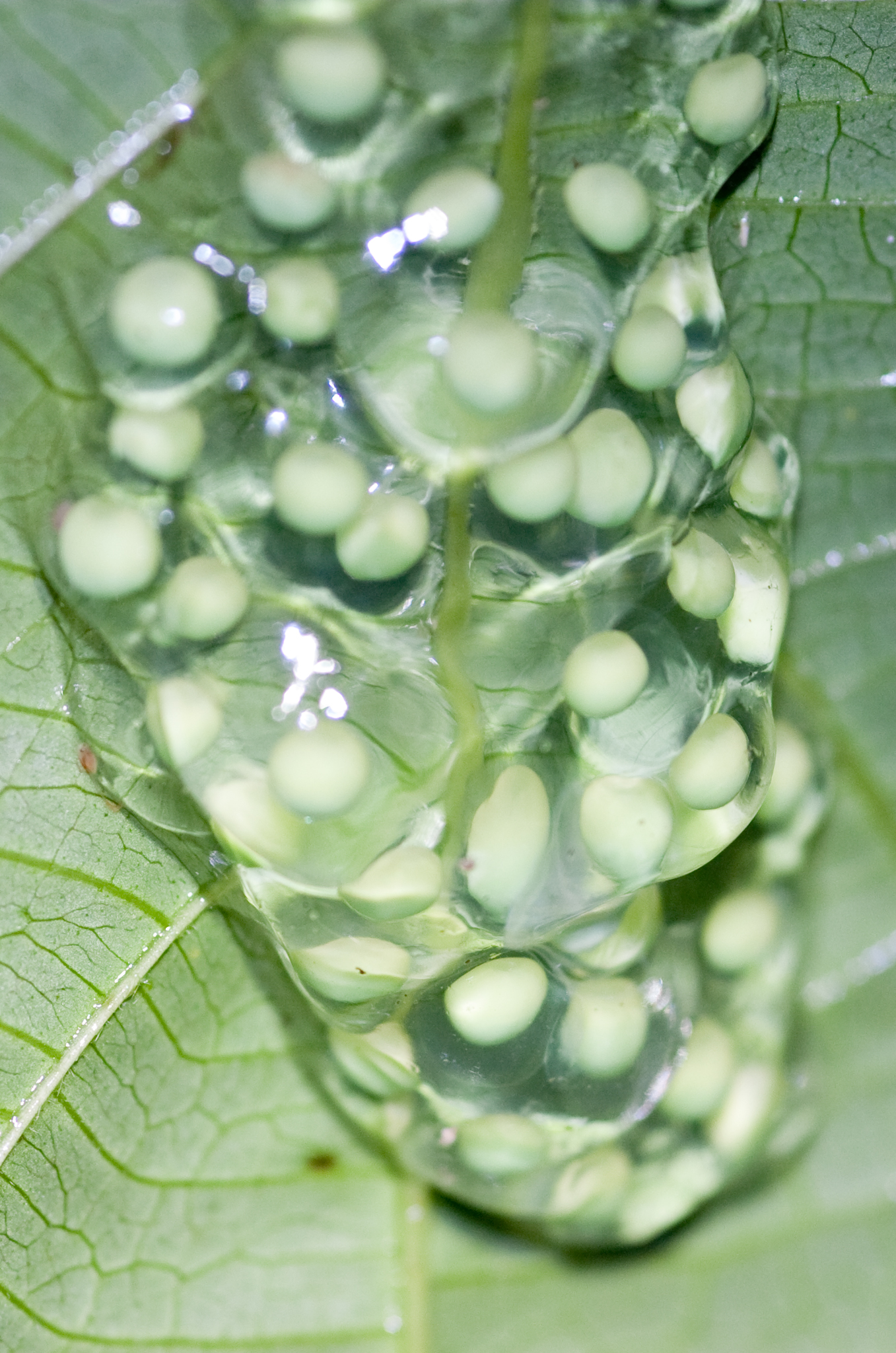
Laichklumpen von Rotaugenlaubfröschen an einer Blattunterseite

Rotaugenlaubfrösche sind nachtaktiv und verbringen den Tag weit oben in den Bäumen, wo sie sich auf der Unterseite großer Blätter verstecken und zum Schlafen anheften. Mit der Abenddämmerung werden sie aktiv, steigen herab und gehen auf die Jagd nach kleinen Wirbellosen oder widmen sich innerhalb der Regenzeit (Mai bis November) der Balz und Fortpflanzung. Dazu äußern die Männchen in der Nähe von Stillgewässern Paarungsrufe (ein scharfes, mehrfach wiederholtes „Chack“ oder „Chack-Chack“), von denen die Weibchen angelockt werden. Darüber hinaus bringen sie wie ein Lachen oder Trällern klingende Revierrufe zur Abschreckung von Rivalen hervor. Zur Kommunikation mit anderen Männchen gehören nach einer neuen Untersuchung außerdem offenbar Körpervibrationen, mit denen Pflanzen in Schwingungen versetzt werden. Diese sogenannten Tremulationen werden als ein aggressives Signal gedeutet, mit dem konkurrierende Männchen aus dem Bereich des eigenen Balzplatzes vertrieben werden sollen.
Treffen zwei unterschiedliche Geschlechtspartner zusammen, umklammert das Männchen das Weibchen vom Rücken her. So begibt sich das Paar zunächst für einige Minuten ins Wasser, um über die Haut Flüssigkeit für den Laich aufzunehmen. Schließlich klettert es hoch in die Vegetation, wo mehrere, jeweils etwa 40 Eier umfassende Laichklumpen an Blätter geklebt werden, welche sich oberhalb eines geeigneten Tümpels befinden. Gelegentlich wird das Blatt dabei so gefaltet, dass es den Laich besser vor Sonneneinstrahlung und Fressfeinden schützt. Ein Weibchen kann in einer Nacht mehrere (bis zu fünf) Laichballen hervorbringen, die aus hellgrünen Eiern in einer klaren Gallertmasse bestehen. Unmittelbar nach der Ablage werden die Eier vom aufsitzenden Männchen besamt.
Nach meist sechs bis acht Tagen Embryonalentwicklung schlüpfen die Kaulquappen und „tropfen“ in das unter dem Ablaichplatz liegende Gewässer. Larven, die bei dieser Prozedur auf anderen Blättern oder auf dem Erdboden landen, sind noch bis zu 20 Stunden überlebensfähig und werden günstigenfalls vom nächsten Regen in den Larventümpel gespült. Der Schlupfvorgang bei einem Laichklumpen kann synchronisiert innerhalb von Minuten stattfinden oder sich auch über mehrere Tage erstrecken. Dabei reagieren die Embryonen offenbar auch auf bestimmte Erschütterungen, wie sie von Baumschlangen (z. B. Leptophis ahaetulla und Leptodeira annulata) verursacht werden, die wesentliche Fressfeinde des Laiches sind. In so einem Fall können mitunter alle Embryonen eines Geleges gleichzeitig aus der Gallerte gleiten und sich so der Schlange entziehen. Die oberseits olivgrünen und beim Schlupf zunächst mit ungewöhnlich großen äußeren Kiemen ausgestatteten Kaulquappen wachsen im Tümpel bis auf eine Länge von circa 48 Millimetern heran und sind recht robust gebaut. Nach ungefähr 80 Tagen vollenden sie die Metamorphose zu kleinen Laubfröschen und steigen an Land. Etwa zwei Jahre später erreichen sie die Geschlechtsreife.

## Gefährdung und Schutz

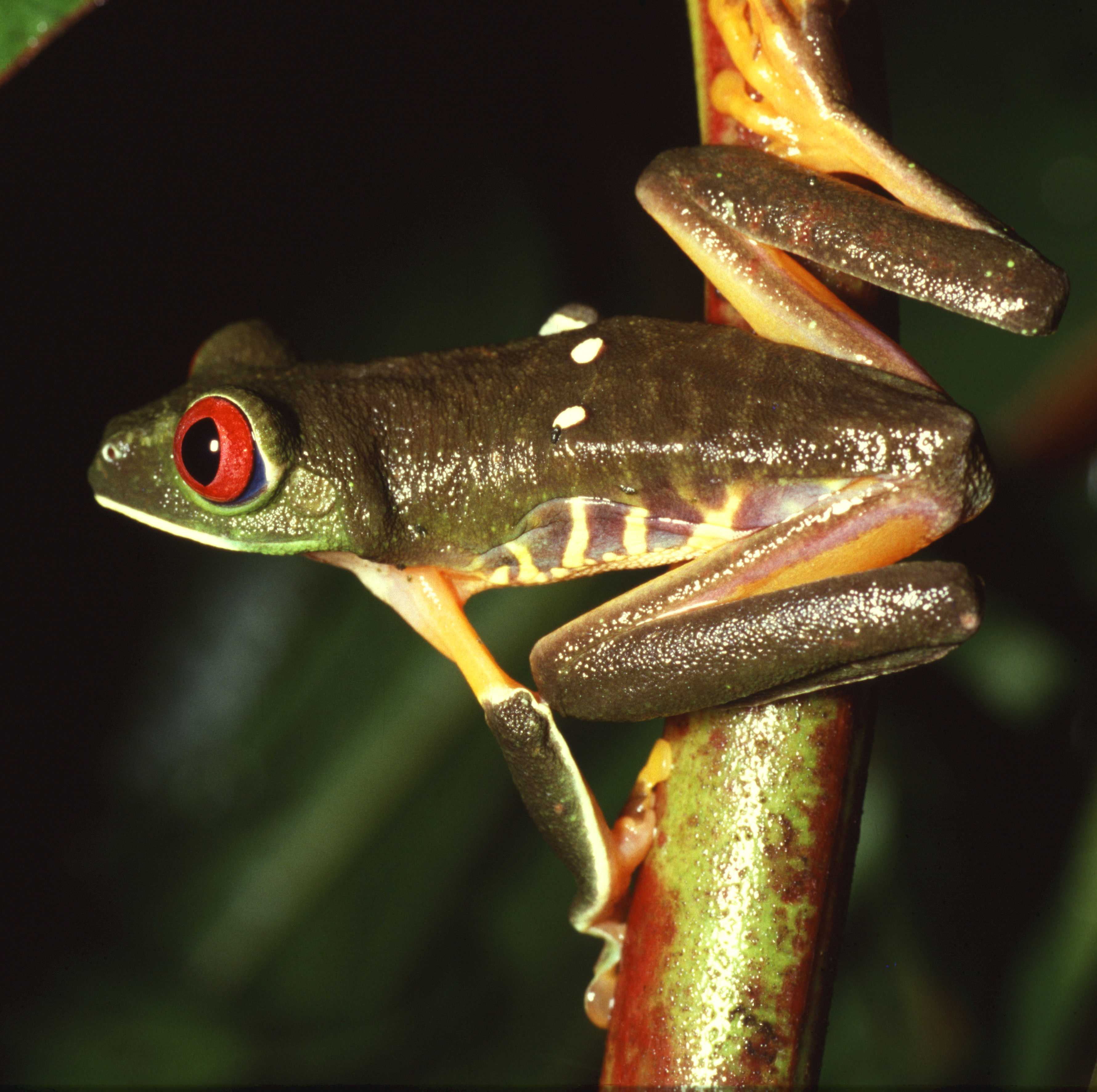
Während der nächtlichen Aktivität wirkt die grünliche Rückenfärbung dunkler als tagsüber. Manche Exemplare weisen außerdem unregelmäßige weiße Flecken auf, die leicht erhaben sein können.

Aufgrund ihres relativ großen Verbreitungsgebietes gilt die Art Agalychnis callidryas derzeit noch nicht als gefährdet. Im Allgemeinen wird der Rotaugenlaubfrosch als häufig bezeichnet, bei einer allerdings teilweise rückläufigen Tendenz und der Bedrohung durch lokale Habitatverluste. Von der Pilzerkrankung Chytridiomykose sind die Bestände mehrerer Agalychnis-Arten negativ betroffen. (Die mexikanische Population der Art A. moreletii beispielsweise soll deshalb kurz vor dem Aussterben stehen.) Rotaugenlaubfrösche werden zudem im internationalen Heimtierhandel als Terrarientiere stark nachgefragt. Allein in die USA wurden im letzten Jahrzehnt mindestens 221.000 Agalychnis-Exemplare aus mittelamerikanischen Ländern eingeführt, wobei dies nur einen Bruchteil der tatsächlichen Handelsbewegungen abbilden dürfte. Bisher bestanden, abgesehen von nationalen Gesetzen in den Herkunftsländern, keine weiteren Importbeschränkungen für Wildfänge. Bei einer Artenschutzkonferenz in Doha (Katar) im März 2010 wurde jedoch beschlossen, die gesamte Gattung Agalychnis nun in den Anhang II des Washingtoner Artenschutzübereinkommens (CITES) aufzunehmen. Damit verbunden sind im Tierhandel unter anderem Nachweise über Ausfuhrgenehmigungen der Herkunftsländer.